# Standaard-waterstofelektrode
Een standaardwaterstofelektrode (SWE) is een referentie-elektrode die bestaat uit een platinadraad in een oplossing van H+-ionen waardoor waterstofgas borrelt. Op de platinadraad is een dun laagje platinazwart aangebracht, zodat een kleine hoeveelheid waterstofgas op de elektrode geadsorbeerd wordt.

## Principe

Bouwschema:
1. Pt-elektrode
2. waterstofgas
3. zuur (H^{+} = 1 mol/l)
4. waterslot (tegen verstoring door zuurstof)
5. aansluiting voor tweede halfelement

Een platina-elektrode, bedekt met platinazwart die geplaatst is in een oplossing met een H+-activiteit van 1 en waarlangs waterstofgas met een activiteit van 1 borrelt, heeft bij iedere temperatuur een potentiaal van 0,000 V.
Doordat de bijdrage onder de log-term in de nernstvergelijking op 1 uitkomt en log(1) = 0 is het gevolg van deze conventie is dat de Eo bij elke temperatuur 0,000 V is.
De standaardwaterstofelektrode wordt ook wel normaal waterstof elektrode genoemd, en dan tot NWE afgekort. Internationaal komen de afkortingen SHE en NHE voor, afgeleid van de Engelse term standard hydrogen electrode en normal hydrogen electrode.
Het praktische probleem is dat de potentiaal van één elektrode niet gemeten kan worden. Door voor één elektrode (de SWE) een waarde te kiezen is het mogelijk de potentiaal van andere elektroden relatief ten opzichte van deze ene elektrode te meten onder vermelding van ten opzichte van SWE.

## Thermodynamica
De potentiaal wordt vastgesteld door de volgende redoxreactie aan een Pt-elektrode:
{\displaystyle {\ce {2H^+ (aq) + 2 e^- -> H_2 (g)}}}
De overeenkomstige nernstvergelijking wordt dan:
{\displaystyle E=E^{\ominus }-{RT \over 2F}\cdot \ln {{a_{\mathrm {H_{2}} }} \over {a_{\mathrm {H^{+}} }^{2}}}=0{,}000\ \mathrm {V} }
met:
- aH+ = de activiteit van de waterstofionen (dimensieloos), gelijk aan 1
- aH2 = de activiteit van waterstofgas (dimensieloos), gelijk aan 1
- R = de universele gasconstante = 8,314 4626 J/(mol · K)
- T = de temperatuur (in kelvin)
- F = de faradayconstante = 96 485,332 C/mol
- Eo = standaardelektrodepotentiaal voor de reactie, in dit geval 0,000 V.

## Praktijk
Het elektrodemateriaal moet af en toe opnieuw geplatineerd worden om te zorgen voor een goede katalyse van de dissociatie van H2 tot geadsorbeerde atomaire waterstof. Als deze katalyse onvoldoende is neemt de uitwisselingsstroomdichtheid met de waterstofionen in het water af en kan zich een (foutieve) mengpotentiaal instellen ten gevolge van andere redoxkoppels. We moeten hierbij vooral denken aan opgeloste zuurstof en oxidevorming op platina.
De nernstvergelijking wordt vaak, minder correct maar makkelijker in het gebruik, geschreven in een vorm waarin direct meetbare grootheden voorkomen. Bovendien wordt dan vaak de natuurlijke logaritme vervangen door de logaritme op basis van 10 en in de breuk van de logterm worden teller en noemer verwisseld, zodat het minteken in de formule een plusteken wordt:
{\displaystyle E=E^{\ominus }+{0{,}059\,159\ \mathrm {V}  \over 2}\cdot \log _{10}{{[\mathrm {H^{+}} ]}^{2} \over {p_{\mathrm {H_{2}} }}}}
met:
- [H+] = de concentratie van de waterstofionen (in mol/l)
- pH2 = de partiële druk van waterstofgas (in bar)
- Eo = standaardelektrodepotentiaal voor de reactie, in dit geval dus 0,000 V.

## Referentie-elektrode
In theorie zou deze elektrode ook echt gebruikt kunnen worden als indicatorelektrode voor H+ of als referentie-elektrode bij constante pH en p(H2). Maar nadelen zijn dat er interferenties zijn van verschillende stoffen en dat het evenwicht zich traag instelt. Bovendien vormt de noodzaak van een continue waterstofstroom een praktisch (voorraadfles) en regeltechnisch (brandgevaar) probleem. In de praktijk wordt, na het verbod op het gebruik van metallisch kwik vooral de zilverchloride-elektrode Ag/AgCl-elektrode als referentie-elektrode gebruikt.